# Liste der Bahnhöfe von London Overground
Die Transport for London (TfL) übernahm per 11. November 2007 das Franchise der Silverlink Metro unter der Bezeichnung London Overground und nimmt damit seither direkten Einfluss auf diverse Eisenbahnstrecken in London. Einige dieser Bahnhöfe werden noch von anderen Bahngesellschaften oder auch von der London Underground angefahren.

## Gegenwärtige Bahnhöfe
Die Liste ist zunächst chronologisch, dann nach Linie geordnet.

### Ursprungsnetz
| - Richmond - Kew Gardens - Gunnersbury - South Acton - Acton Central - Willesden Junction - Kensal Rise - Brondesbury Park - Brondesbury - West Hampstead - Finchley Road & Frognal - Hampstead Heath - Gospel Oak - Kentish Town West - Camden Road - Caledonian Road & Barnsbury - Highbury & Islington - Canonbury - Dalston Kingsland | - Hackney Central - Homerton - Hackney Wick - Bahnhof Stratford - Kensington (Olympia) - West Brompton - Clapham Junction - Watford Junction - Watford High Street - Bushey - Carpenders Park - Hatch End - Headstone Lane - Harrow & Wealdstone - Kenton - South Kenton - North Wembley - Wembley Central | - Stonebridge Park - Harlesden - Kensal Green - Queen’s Park - Kilburn High Road - South Hampstead - Euston - Upper Holloway - Crouch Hill - Harringay Green Lanes - South Tottenham - Blackhorse Road - Walthamstow Queen’s Road - Leyton Midland Road - Leytonstone High Road - Wanstead Park - Woodgrange Park - Barking |

### Später hinzukommen
| - Shepherd’s Bush (2008) - Imperial Wharf (2009) - Dalston Junction (2010) - Haggerston (2010) - Hoxton (2010) - Shoreditch High Street (2010) - Whitechapel (2010) - Shadwell (2010) - Wapping (2010) - Rotherhithe (2010) | - Canada Water (2010) - Surrey Quays (2010) - New Cross (2010) - New Cross Gate (2010) - Brockley (2010) - Honor Oak Park (2010) - Forest Hill (2010) - Sydenham (2010) - Crystal Palace (2010) - Penge West (2010) | - Anerley (2010) - Norwood Junction (2010) - West Croydon (2010) - Surrey Canal Road (2012) - Queen’s Road (Peckham) (2012) - Peckham Rye (2012) - Denmark Hill (2012) - Clapham High Street (2012) - Wandsworth Common (2012) |

| - Liverpool Street Station (2015) - Bethnal Green (2015) - Cambridge Heath (2015) - London Fields (2015) - Hackney Downs (2015) - Rectory Road (2015) - Clapton (2015) - St. James Street (2015) - Walthamstow Central (2015) - Wood Street (2015) - Highams Park (2015) - Chingford (2015) - Stoke Newington (2015) | - Stamford Hill (2015) - Seven Sisters (2015) - Bruce Grove (2015) - White Hart Lane (2015) - Silver Street (2015) - Edmonton Green (2015) - Bush Hill Park (2015) - Enfield Town (2015) - Southbury (2015) - Turkey Street (2015) - Theobalds Grove (2015) - Cheshunt (2015) | - Upminster (2015) - Emerson Park (2015) - Romford (2015) |

## Zukünftige Stationen
- Old Oak Common (2025)
- Primrose Hill (?)[1]
- Dagenham Dock (?)[2]
- Rainham (?)[3]